# Citólise
Citólise é a destruição de uma célula viva por dissolução dos seus elementos devido ao excesso de água provocado por um desequilíbrio osmótico.A presença de uma parede celular impede que a membrana se desintegre, pelo que a citólise ocorre apenas em células animais e protozoárias que não tenham paredes celulares. 